# Czechy na Zimowych Igrzyskach Olimpijskich 2006
Czechy na Zimowych Igrzyskach Olimpijskich 2006 reprezentowało 83 zawodników: 63 mężczyzn i 20 kobiet.

## Zdobyte medale
| Medal  | Zawodnik | Dyscyplina        | Konkurencja                     | Rezultat                                                   |
| ------ | --- | ----------------- | ------------------------------- | ---------------------------------------------------------- |
| Złoto  | Kateřina Neumannová | Biegi narciarskie | Bieg na 30 km stylem dowolnym   | 1:22:25,4                                                  |
| Srebro | Lukáš Bauer | Biegi narciarskie | Bieg na 15 km stylem klasycznym | 38:15,8                                                    |
| Srebro | Kateřina Neumannová | Biegi narciarskie | Bieg łączony na 15 km           | 42;50,6                                                    |
| Brąz   | Jan Bulis Petr Čajánek Patrik Eliáš Martin Erat Dominik Hašek Milan Hejduk Aleš Hemský Milan Hnilička Jaromír Jágr František Kaberle Tomáš Kaberle Aleš Kotalík Filip Kuba Pavel Kubina Robert Lang Marek Malík Rostislav Olesz Václav Prospal Martin Ručinský Jaroslav Špaček Martin Straka Tomáš Vokoun David Výborný Marek Židlický | Hokej na lodzie   | Turniej mężczyzn                | W meczu o trzecie miejsce pokonali reprezentację Rosji 3:0 |

## Skład kadry

### Biathlon
Mężczyźni
| Zawodnik                                                 | Konkurencja         | czas biegu | Kary | Pozycja |
| -------------------------------------------------------- | ------------------- | ---------- | ---- | ------- |
| Zdeněk Vítek                                             | Sprint mężczyzn     | 27:24,4    | 1    | 10.     |
| Ondřej Moravec                                           | Sprint mężczyzn     | 28:20,3    | 1    | 32.     |
| Roman Dostál                                             | Sprint mężczyzn     | 28:50,6    | 3    | 42.     |
| Michal Šlesingr                                          | Sprint mężczyzn     | 29:22,9    | 3    | 55.     |
| Zdeněk Vítek                                             | Bieg pościgowy      | 37:30,2    | 4    | 16.     |
| Roman Dostál                                             | Bieg pościgowy      | 38:48,0    | 29   | 29.     |
| Ondřej Moravec                                           | Bieg pościgowy      | 39:52,3    | 4    | 39.     |
| Michal Šlesingr                                          | Bieg pościgowy      | 39:03,7    | 1    | 32.     |
| Zdeněk Vítek                                             | Bieg masowy         | 49:21,3    | 2    | 22.     |
| Roman Dostál                                             | Bieg masowy         | 49:29,9    | 4    | 23.     |
| Zdeněk Vítek                                             | Bieg indywidualny   | 57:26,8    | 3    | 22.     |
| Roman Dostál                                             | Bieg indywidualny   | 58:53,5    | 4    | 30.     |
| Tomáš Holubec                                            | Bieg indywidualny   | 59:13,1    | 2    | 33.     |
| Michal Šlesingr                                          | Bieg indywidualny   | 1:00:03,8  | 5    | 45.     |
| Ondřej Moravec Zdeněk Vítek Roman Dostál Michal Šlesingr | Sztafeta 4 × 7,5 km | 1:23:04,4  | 1    | 6.      |

Kobiety
| Zawodnik                                                            | Konkurencja               | czas biegu | Kary | Pozycja |
| ------------------------------------------------------------------- | ------------------------- | ---------- | ---- | ------- |
| Lenka Faltusová                                                     | Sprint kobiet – 7,5 km    | 24:16,9    | 0    | 32.     |
| Kateřina Holubcová                                                  | Sprint kobiet – 7,5 km    | 24:33,3    | 1    | 39.     |
| Zdeňka Vejnarová                                                    | Sprint kobiet – 7,5 km    | 24:46,4    | 2    | 43.     |
| Magda Rezlerová                                                     | Sprint kobiet – 7,5 km    | 26:06,7    | 2    | 61.     |
| Kateřina Holubcová                                                  | Bieg pościgowy – 10 km    | 41:37,5    | 2    | 24.     |
| Zdeňka Vejnarová                                                    | Bieg pościgowy – 10 km    | 43:17,7    | 4    | 35.     |
| Lenka Faltusová                                                     | Bieg pościgowy – 10 km    | 43:22,5    | 4    | 36.     |
| Kateřina Holubcová                                                  | Bieg indywidualny – 15 km | 56:17,9    | 4    | 45.     |
| Zdeňka Vejnarová                                                    | Bieg indywidualny – 15 km | 57:14,3    | 6    | 53.     |
| Magda Rezlerová                                                     | Bieg indywidualny – 15 km | 59:18,0    | 6    | 61.     |
| Irena Novotná                                                       | Bieg indywidualny – 15 km | 1:00:08,0  | 7    | 67.     |
| Kateřina Holubcová Lenka Faltusová Magda Rezlerová Zdeňka Vejnarová | Sztafeta 4 × 6 km         | 1:24:14,8  | 1    | 13.     |

### Biegi narciarskie
Mężczyźni
| Zawodnik                                           | Konkurencja        | czas      | Pozycja |
| -------------------------------------------------- | ------------------ | --------- | ------- |
| Lukáš Bauer                                        | Bieg na 15 km      | 38:15,8   | srebro  |
| Petr Michl                                         | Bieg na 15 km      | 42:54,0   | 58.     |
| Martin Koukal                                      | Bieg na 50 km      | 2:06:14,9 | 7.      |
| Jiří Magál                                         | Bieg na 50 km      | 2:06:16,4 | 8.      |
| Lukáš Bauer                                        | Bieg na 50 km      | 2:06:29,0 | 16.     |
| Milan Šperl                                        | Bieg na 50 km      | 2:07:01,9 | 27.     |
| Lukáš Bauer                                        | Bieg łączony       | 1:17:10,1 | 10.     |
| Jiří Magál                                         | Bieg łączony       | 1:17:21,7 | 14.     |
| Martin Koukal                                      | Bieg łączony       | 1:18:09,6 | 21.     |
| Milan Šperl                                        | Bieg łączony       | 1:20:16,7 | 35.     |
| Martin Koukal                                      | Sprint             | 2:23,5    | 15.     |
| Dušan Kožíšek                                      | Sprint             | 2:24,5    | 22.     |
| Dušan Kožíšek Martin Koukal                        | Sprint drużynowy   | 18:49,6   | 10.     |
| Martin Koukal Lukáš Bauer Jiří Magál Dušan Kožíšek | Sztafeta 4 × 10 km | 1:46:36,1 | 9.      |

Kobiety
| Zawodnik                                                             | Konkurencja          | czas      | Pozycja |
| -------------------------------------------------------------------- | -------------------- | --------- | ------- |
| Kateřina Neumannová                                                  | Bieg na 10 km        | 28:22,2   | 5.      |
| Kamila Rajdlová                                                      | Bieg na 10 km        | 30:25,2   | 32.     |
| Eva Nývltová                                                         | Bieg na 10 km        | 31:25,8   | 45.     |
| Kateřina Neumannová                                                  | Bieg na 30 km        | 1:22:25,4 | złoto   |
| Ivana Janečková                                                      | Bieg na 30 km        | 1:27:55,7 | 37.     |
| Kamila Rajdlová                                                      | Bieg na 30 km        | 1:28:38,6 | 41.     |
| Helena Balatková                                                     | Bieg na 30 km        | 1:30:20,6 | 49.     |
| Kateřina Neumannová                                                  | Bieg łączony         | 42:50,6   | srebro  |
| Ivana Janečková                                                      | Bieg łączony         | 45:33,5   | 23.     |
| Helena Balatková                                                     | Bieg łączony         | 45:57,0   | 29.     |
| Eva Nývltová                                                         | Sprint               | 2:22,86   | 50.     |
| Helena Balatková Kamila Rajdlová Ivana Janečková Kateřina Neumannová | Sztafeta 4 × 5 km    | 55:46,3   | 6.      |
| Helena Balatková Kamila Rajdlová                                     | Sztafeta sprinterska | 18:11,6   | 12.     |

### Bobsleje
Mężczyźni
| Osada  | Zawodnicy                                          | Konkurencja | Ślizg 1 | Ślizg 2 | Ślizg 3 | Ślizg 4        | Łącznie | Pozycja |
| ------ | -------------------------------------------------- | ----------- | ------- | ------- | ------- | -------------- | ------- | ------- |
| CZE-I  | Ivo Danilevič Roman Gomola                         | Dwójki      | 56,40   | 56,24   | 56,99   | 57,12          | 3:46,75 | 16.     |
| CZE-II | Miloš Veselý Jan Kobián                            | Dwójki      | 56,93   | 57,49   | 58,28   | Nie awansowali | 2:52,70 | 28.     |
| CZE-I  | Ivo Danilevič Radek Řechka Roman Gomola Jan Kobián | Czwórki     | 55,92   | 55,83   | 55,66   | 55,56          | 3:42,86 | 14.     |

### Hokej na lodzie

#### Turniej mężczyzn
Reprezentacja mężczyzn
| - Jan Bulis - Petr Čajánek - Patrik Eliáš - Martin Erat - Dominik Hašek - Milan Hejduk - Aleš Hemský - Milan Hnilička - Jaromír Jágr - František Kaberle - Tomáš Kaberle - Aleš Kotalík |  | - Filip Kuba - Pavel Kubina - Robert Lang - Marek Malík - Rostislav Olesz - Václav Prospal - Martin Ručinský - Jaroslav Špaček - Martin Straka - Tomáš Vokoun - David Výborný - Marek Židlický |

Reprezentacja Czech brała udział w rozgrywkach grupy A turnieju olimpijskiego, w której zajęła 4. miejsce i awansowała do ćwierćfinału. W ćwierćfinale pokonała reprezentację Słowacji 3:1 i awansowała do półfinału, w którym uległa reprezentacji Szwecji 3:7. W meczu o 3. miejsce pokonała reprezentację Rosji 3:0 i tym samym zdobyła brązowy medal.

#### Runda pierwsza
Grupa a
| Drużyna    | M | Mecze | Mecze | Mecze | Bramki | Bramki | Bramki | Pkt |
| Drużyna    | M | W     | R     | P     | +      | –      | +/-    | Pkt |
| ---------- | - | ----- | ----- | ----- | ------ | ------ | ------ | --- |
| Finlandia  | 5 | 5     | 0     | 0     | 19     | 2      | +17    | 10  |
| Szwajcaria | 5 | 2     | 2     | 1     | 10     | 12     | -2     | 6   |
| Kanada     | 5 | 3     | 0     | 2     | 15     | 9      | +6     | 6   |
| Czechy     | 5 | 2     | 0     | 3     | 14     | 12     | +2     | 4   |
| Niemcy     | 5 | 0     | 2     | 3     | 7      | 16     | -9     | 2   |
| Włochy     | 5 | 0     | 2     | 3     | 9      | 23     | -14    | 2   |

Wyniki
| 15 lutego 2006 | Niemcy | 1:4 | Czechy | Palasport Olimpico |

| Godzina: 17:00 | Tino Boos 19:10 | (1:0, 0:2, 0:2) | Tomáš Kaberle 21:02 Tomáš Kaberle 23:38 Jaromír Jágr 57:47 David Výborný 59:32 | Widzów: 6463 Sędzia główny: Dani Marouelli |

| 16 lutego 2006 | Czechy | 2:3 | Szwajcaria | Torino Esposizioni |

| Godzina: 13:00 | Jaromír Jágr 22:55 Marek Židlický 41:00 | (0:1, 1:1, 1:1) | Thomas Ziegler 05:11 Thierry Paterlini 29:44 Mark Streit 46:42 | Widzów: 3400 Sędzia główny: Dennis Larue |

| 18 lutego 2006 | Czechy | 2:4 | Finlandia | Palasport Olimpico |

| Godzina: 21:00 | Marek Židlický 08:25 Marek Židlický 38:17 | (1:1, 1:1, 0:2) | Olli Jokinen 14:14 Jere Lehtinen 35:02 Teemu Selänne 40:30 Jere Lehtinen 48:33 | Widzów: 8705 Sędzia główny: Thomas Andersson |

| 19 lutego 2006 | Czechy | 4:1 | Włochy | Palasport Olimpico |

| Godzina: 20:00 | Milan Hejduk 12:57 Václav Prospal 14:20 Václav Prospal 28:36 Václav Prospal 58:40 | (2:0, 1:0, 1:1) | John Parco 57:53 | Widzów: 8776 Sędzia główny: Wiaczesław Bulanow |

| 21 lutego 2006 | Kanada | 3:2 | Czechy | Palasport Olimpico |

| Godzina: 16:30 | Brad Richards 07:37 Martin St. Louis 11:19 Chris Pronger 19:24 | (3:0, 0:1, 0:1) | Pavel Kubina 33:46 Petr Čajánek 42:41 | Widzów: 9126 Sędzia główny: Dan Marouelli |

### Ćwierćfinał
| 22 lutego 2006 | Słowacja | 1:3 | Czechy | Palasport Olimpico |

| Godzina: 21:30 | Marián Gáborík 43:38 | (0:1, 0:1, 1:1) | Martin Ručinský 12:51 Milan Hejduk 28:41 Martin Straka 59:57 | Widzów: 6893 Sędzia główny: Don Van Massenhoven |

### Półfinał
| 24 lutego 2006 | Szwecja | 7:3 | Czechy | Palasport Olimpico |

| Godzina: 21:30 | Fredrik Modin 00:34 Per-Johan Axelsson 13:37 Henrik Sedin 21:16 Christian Bäckman 23:54 Jörgen Jönsson 27:54 Daniel Alfredsson 39:00 Tomas Holmström 56:05 | (2:1, 4:2, 1:0) | Filip Kuba 03:11 Aleš Hemský 30:40 Václav Prospal 31:25 | Widzów: 8071 Sędzia główny: Dan Marouelli |

### Mecz o brązowy medal
| 25 lutego 2006 | Rosja | 0:3 | Czechy | Palasport Olimpico |

| Godzina: 20:30 |  | (0:1, 0:1, 0:1) | Martin Erat 04:48 Marek Židlický 26:36 Martin Straka 59:52 | Widzów: 8379 Sędzia główny: Thomas Andersson |

### Kombinacja norweska
Mężczyźni
| Zawodnik      | Konkurencja                       | Skoki narciarskie | Skoki narciarskie | Skoki narciarskie | Skoki narciarskie | Skoki narciarskie | Skoki narciarskie | Bieg narciarski | Bieg narciarski | Strata    | Pozycja |
| Zawodnik      | Konkurencja                       | Skok 1            | Nota              | Skok 2            | Nota              | Punkty            | Pozycja           | Czas biegu      | Pozycja         | Strata    | Pozycja |
| ------------- | --------------------------------- | ----------------- | ----------------- | ----------------- | ----------------- | ----------------- | ----------------- | --------------- | --------------- | --------- | ------- |
| Pavel Churavý | Indywidualnie (metoda Gundersena) | 93,5              | 110,0             | 89,5              | 100,0             | 210,0             | 31.               | 39:44,2         | 17.             | + 3:29,6  | 21.     |
| Ladislav Rygl | Indywidualnie (metoda Gundersena) | 90,5              | 102,5             | 87,5              | 95,5              | 198,0             | 34.               | 40:40,7         | 27.             | + 5:14,1  | 36.     |
| Tomáš Slavík  | Indywidualnie (metoda Gundersena) | 89,5              | 101,5             | 87,5              | 95,0              | 196,5             | 35.               | 40:35,4         | 26.             | + 5:14,8  | 37.     |
| Patrik Chlum  | Indywidualnie (metoda Gundersena) | 87,0              | 90,1              | 85,0              | 90,1              | 182,5             | 45.               | 44:43,9         | 48.             | + 10:19,3 | 47.     |

| Zawodnik        | Konkurencja          | Skoki narciarskie | Skoki narciarskie | Skoki narciarskie | Bieg narciarski | Bieg narciarski | Strata   | Pozycja |
| Zawodnik        | Konkurencja          | Skok 1            | Nota              | Pozycja           | Czas biegu      | Pozycja         | Strata   | Pozycja |
| --------------- | -------------------- | ----------------- | ----------------- | ----------------- | --------------- | --------------- | -------- | ------- |
| Ladislav Rygl   | Sprint Indywidualnie | 118,5             | 104,7             | 26.               | 18:11,2         | 14.             | + 1:06,2 | 17.     |
| Tomáš Slavík    | Sprint Indywidualnie | 119,5             | 104,9             | 25.               | 18:40,8         | 28.             | + 1:34,8 | 26.     |
| Pavel Churavý   | Sprint Indywidualnie | 113,0             | 96,1              | 36.               | 18:11,9         | 15.             | + 1:40,9 | 31.     |
| Aleš Vodseďálek | Sprint Indywidualnie | 113,5             | 97,2              | 35.               | 20:51,0         | 48.             | + 4:16,0 | 47.     |

| Zawodnik                                                 | Konkurencja | Skoki narciarskie       | Skoki narciarskie    | Skoki narciarskie       | Skoki narciarskie     | Skoki narciarskie | Skoki narciarskie | Bieg narciarski | Bieg narciarski | Strata   | Miejsce |
| Zawodnik                                                 | Konkurencja | Skok 1                  | Skok 1               | Skok 2                  | Skok 2                | Nota Łącznie      | Pozycja           | Bieg narciarski | Bieg narciarski | Strata   | Miejsce |
| Zawodnik                                                 | Konkurencja | Odległość               | Nota                 | Odległość               | Nota                  | Nota Łącznie      | Pozycja           | Czas biegu      | Pozycja         | Strata   | Miejsce |
| -------------------------------------------------------- | ----------- | ----------------------- | -------------------- | ----------------------- | --------------------- | ----------------- | ----------------- | --------------- | --------------- | -------- | ------- |
| Aleš Vodseďálek Tomáš Slavík Ladislav Rygl Pavel Churavý | Drużynowo   | 116,0 115,0 113,0 117,5 | 98,7 99,0 96,6 102,0 | 122,5 115,5 117,0 116,5 | 109,0 99,6 99,9 100,3 | 805,1             | 9.                | 52:10,5         | 8.              | + 4:05,9 | 8.      |

### Łyżwiarstwo figurowe
| Zawodnik     | Konkurencja | Program krótki | Program krótki | Program dowolny | Program dowolny | Łączna nota | Pozycja |
| Zawodnik     | Konkurencja | Nota           | Pozycja        | Nota            | Pozycja         | Łączna nota | Pozycja |
| ------------ | ----------- | -------------- | -------------- | --------------- | --------------- | ----------- | ------- |
| Tomáš Verner | Soliści     | 59.71          | 22.            | 120,36          | 15.             | 180,07      | 18.     |

### Łyżwiarstwo szybkie
Kobiety
| Zawodnik          | Konkurencja    | Konkurencja    | Konkurencja    | Konkurencja    |
| Zawodnik          | Bieg na 3000 m | Bieg na 3000 m | Bieg na 5000 m | Bieg na 5000 m |
| Zawodnik          | Czas           | Miejsce        | Czas           | Miejsce        |
| ----------------- | -------------- | -------------- | -------------- | -------------- |
| Martina Sáblíková | 4:08,42        | 7.             | 7:01,38        | 4.             |

### Narciarstwo alpejskie
Mężczyźni
| Zawodnik       | Konkurencja        | Konkurencja        | Konkurencja        | Konkurencja        | Konkurencja               | Konkurencja               | Konkurencja               | Konkurencja               | Konkurencja               | Konkurencja               | Konkurencja               | Konkurencja               | Konkurencja                   | Konkurencja                   | Konkurencja                   | Konkurencja                   |
| Zawodnik       | Zjazd              | Zjazd              | Supergigant        | Supergigant        | Slalom gigant             | Slalom gigant             | Slalom gigant             | Slalom gigant             | Slalom specjalny          | Slalom specjalny          | Slalom specjalny          | Slalom specjalny          | Kombinacja                    | Kombinacja                    | Kombinacja                    | Kombinacja                    |
| Zawodnik       | Czas               | Pozycja            | Czas               | Pozycja            | Czas 1. przejazdu         | Czas 2. przejazdu         | Czas łączny               | Pozycje                   | Czas 1. przejazdu         | Czas 2. przejazdu         | Czas łączny               | Pozycja                   | Zjazd                         | Slalom                        | Łączny czas                   | Pozycja                       |
| -------------- | ------------------ | ------------------ | ------------------ | ------------------ | ------------------------- | ------------------------- | ------------------------- | ------------------------- | ------------------------- | ------------------------- | ------------------------- | ------------------------- | ----------------------------- | ----------------------------- | ----------------------------- | ----------------------------- |
| Petr Záhrobský | 1:52,90            | 34.                | 1:33,70            | 32.                | Nie ukończył 1. przejazdu | Nie ukończył 1. przejazdu | Nie ukończył 1. przejazdu | Nie ukończył 1. przejazdu |                           |                           |                           |                           |                               |                               |                               |                               |
| Borek Zakouřil | 1:54,07            | 36.                |                    |                    |                           |                           |                           |                           |                           |                           |                           |                           |                               |                               |                               |                               |
| Ondřej Bank    | Nie ukończył biegu | Nie ukończył biegu | Nie ukończył biegu | Nie ukończył biegu | 1:18,45                   | 1:19,40                   | 2:37,85                   | 16.                       |                           |                           |                           |                           | 1:40,50                       | 1:30,50                       | 3:11,00                       | 6.                            |
| Kryštof Krýzl  |                    |                    | 1:34,20            | 34.                | Nie ukończył 1. przejazdu | Nie ukończył 1. przejazdu | Nie ukończył 1. przejazdu | Nie ukończył 1. przejazdu | Nie ukończył 1. przejazdu | Nie ukończył 1. przejazdu | Nie ukończył 1. przejazdu | Nie ukończył 1. przejazdu | 1:41,47                       | 1:32,71                       | 3:14,18                       | 20.                           |
| Martin Vráblík |                    |                    | 1:34,90            | 38.                | 1:20,41                   | Nie ukończył 2. przejazdu | Nie ukończył 2. przejazdu | Nie ukończył 2. przejazdu | 56,01                     | 51,39                     | 1:47,40                   | 21.                       | 1:40,50                       | 1:31,91                       | 3:12,41                       | 12.                           |
| Filip Trejbal  |                    |                    |                    |                    |                           |                           |                           |                           | 54,75                     | Nie ukończył 2. przejazdu | Nie ukończył 2. przejazdu | Nie ukończył 2. przejazdu | Nie ukończył biegu zjazdowego | Nie ukończył biegu zjazdowego | Nie ukończył biegu zjazdowego | Nie ukończył biegu zjazdowego |

Kobiety
| Zawodniczka       | Konkurencja | Konkurencja | Konkurencja       | Konkurencja                | Konkurencja                | Konkurencja                | Konkurencja                | Konkurencja                | Konkurencja                | Konkurencja                | Konkurencja | Konkurencja | Konkurencja | Konkurencja |
| Zawodniczka       | Supergigant | Supergigant | Slalom gigant     | Slalom gigant              | Slalom gigant              | Slalom gigant              | Slalom specjalny           | Slalom specjalny           | Slalom specjalny           | Slalom specjalny           | Kombinacja  | Kombinacja  | Kombinacja  | Kombinacja  |
| Zawodniczka       | Czas        | Pozycja     | Czas 1. przejazdu | Czas 2. przejazdu          | Czas łączny                | Pozycja                    | Czas 1. przejazdu          | Czas 2. przejazdu          | Czas łączny                | Pozycja                    | Zjazd       | Slalom      | Łączny czas | Pozycja     |
| ----------------- | ----------- | ----------- | ----------------- | -------------------------- | -------------------------- | -------------------------- | -------------------------- | -------------------------- | -------------------------- | -------------------------- | ----------- | ----------- | ----------- | ----------- |
| Šárka Strachová   | 1:34,98     | 27.         | 1:03,61           | Nie ukończyła 2. przejazdu | Nie ukończyła 2. przejazdu | Nie ukończyła 2. przejazdu | 43,52                      | 48,03                      | 1:31,55                    | 13.                        | 1:32,38     | 1:24,76     | 2:57,14     | 19.         |
| Lucie Hrstková    | 1:35,62     | 36.         | 1:03,21           | Nie ukończyła 2. przejazdu | Nie ukończyła 2. przejazdu | Nie ukończyła 2. przejazdu | 46,45                      | Nie ukończyła 2. przejazdu | Nie ukończyła 2. przejazdu | Nie ukończyła 2. przejazdu | 1:32,42     | 1:27,15     | 2:59,57     | 22.         |
| Petra Zakouřilová |             |             | 1:03,93           | 1:13,07                    | 2:17,00                    | 27.                        | Nie ukończyła 1. przejazdu | Nie ukończyła 1. przejazdu | Nie ukończyła 1. przejazdu | Nie ukończyła 1. przejazdu | 1:34,59     | 1:26,18     | 3:00,77     | 24.         |
| Eva Kurfürstová   |             |             |                   |                            |                            |                            | 45,03                      | 48,44                      | 1:33,47                    | 28.                        |             |             |             |             |

### Narciarstwo dowolne
Mężczyźni
| Aleš Valenta | Skoki akrobatyczne | 105,97 | 87,61 | 193,58 | 21. | Nie awansował | Nie awansował | Nie awansował | Nie awansował |

Kobiety
| Nikola Sudová | Jazda po muldach | 23,31 | 11. | 23,58          | 6.             |
| Šárka Sudová  | Jazda po muldach | 18,64 | 26. | Nie awansowała | Nie awansowała |

### Saneczkarstwo
Mężczyźni
| Zawodnik                | Konkurencja | Ślizg 1 | Ślizg 2 | Ślizg 3 | Ślizg 4 | Łącznie  | Pozycja |
| ----------------------- | ----------- | ------- | ------- | ------- | ------- | -------- | ------- |
| Jakub Hyman             | Jedynki     | 53,262  | 53,687  | 52,964  | 52,930  | 3:32,823 | 27.     |
| Antonín Brož Lukáš Brož | Dwójki      | 49,415  | 48,697  |         |         | 1:38,112 | 16.     |

Kobiety
| Zawodnik        | Konkurencja | Ślizg 1                 | Ślizg 2                 | Ślizg 3                 | Ślizg 4                 | Łącznie                 | Pozycja                 |
| --------------- | ----------- | ----------------------- | ----------------------- | ----------------------- | ----------------------- | ----------------------- | ----------------------- |
| Markéta Jeriová | Jedynki     | Nie ukończyła 1. ślizgu | Nie ukończyła 1. ślizgu | Nie ukończyła 1. ślizgu | Nie ukończyła 1. ślizgu | Nie ukończyła 1. ślizgu | Nie ukończyła 1. ślizgu |

### Short track
Kobiety
| Zawodniczka      | Konkurencja         | Kwalifikacje | Kwalifikacje | Ćwierćfinał    | Ćwierćfinał    | Półfinał       | Półfinał       | Finał          | Finał   |
| Zawodniczka      | Konkurencja         | Czas         | Miejsce      | Czas           | Miejsce        | Czas           | Miejsce        | Czas           | Miejsce |
| ---------------- | ------------------- | ------------ | ------------ | -------------- | -------------- | -------------- | -------------- | -------------- | ------- |
| Kateřina Novotná | Bieg na 500 metrów  | 46,279       | 2.           | 45,596         | 1.             | 45,718         | 4.             | 55,378         | 6.      |
| Kateřina Novotná | Bieg na 1000 metrów | 1:32,220     | 3.           | Nie awansowała | Nie awansowała | Nie awansowała | Nie awansowała | Nie awansowała | 13.     |
| Kateřina Novotná | Bieg na 1500 metrów | 2:31,367     | 3.           |                |                | 2:27,395       | 5.             | Nie awansowała | 13.     |

### Skoki narciarskie
Mężczyźni
| Konkurencja              | Skoczek                                            | Kwalifikacje                             | Kwalifikacje                             | Skok 1                  | Skok 1                | Skok 2                              | Skok 2                              | Nota  | Pozycja |
| Konkurencja              | Skoczek                                            | odległość                                | Nota                                     | odległość               | Nota                  | odległość                           | Nota                                | Nota  | Pozycja |
| ------------------------ | -------------------------------------------------- | ---------------------------------------- | ---------------------------------------- | ----------------------- | --------------------- | ----------------------------------- | ----------------------------------- | ----- | ------- |
| Skocznia normalna HS-106 | Jakub Janda                                        | Nie musiał brać udziału w kwalifikacjach | Nie musiał brać udziału w kwalifikacjach | 99,0                    | 123,5                 | 100,0                               | 125,5                               | 249,0 | 13.     |
| Skocznia normalna HS-106 | Jan Matura                                         | 95,5                                     | 115,5                                    | 97,5                    | 120,0                 | 93,5                                | 111,                                | 231,0 | 21.     |
| Skocznia normalna HS-106 | Jan Mazoch                                         | 92,0                                     | 106,0                                    | 93,0                    | 108,5                 | Nie awansował do 2. serii           | Nie awansował do 2. serii           | 108,5 | 36.     |
| Skocznia normalna HS-106 | Borek Sedlák                                       | 99,0                                     | 120,0                                    | 92,5                    | 107,0                 | Nie awansował do 2. serii           | Nie awansował do 2. serii           | 107,0 | 38.     |
| Skocznia duża K-140      | Jakub Janda                                        | Nie musiał brać udziału w kwalifikacjach | Nie musiał brać udziału w kwalifikacjach | 122,0                   | 108,6                 | 128,0                               | 121,9                               | 230,5 | 10.     |
| Skocznia duża K-140      | Jan Matura                                         | 107,5                                    | 79,5                                     | 116,5                   | 96,7                  | 121,5                               | 107,7                               | 204,4 | 22.     |
| Skocznia duża K-140      | Borek Sedlák                                       | 111,0                                    | 86,8                                     | 110,0                   | 83,0                  | Nie awansował do 2. serii           | Nie awansował do 2. serii           | 83,0  | 40.     |
| Skocznia duża K-140      | Ondřej Vaculík                                     | 107,5                                    | 76,0                                     | 104,5                   | 70,1                  | Nie awansował do 2. serii           | Nie awansował do 2. serii           | 70,1  | 45.     |
| Konkurs drużynowy K-140  | Jan Matura Ondřej Vaculík Borek Sedlák Jakub Janda |                                          |                                          | 123,5 109,5 117,5 122,0 | 110,8 79,6 99,0 107,6 | Nie zakwalifikowali się do 2. serii | Nie zakwalifikowali się do 2. serii | 397,0 | 9.      |

### Snowboarding
Mężczyźni
| Martin Černík | Halfpipe | 18,3 | 31. | 20,1 | 27. | Nie awansował | 33. |

| Zawodnik       | Konkurencja | Kwalifikacje | Kwalifikacje | 1/8 finału | 1/8 finału | Ćwierćfinał | Ćwierćfinał | Półfinał      | Półfinał      | Finał         | Finał   |
| Zawodnik       | Konkurencja | Czas         | Miejsce      | Czas       | Miejsce    | Czas        | Miejsce     | Czas          | Miejsce       | Czas          | Miejsce |
| -------------- | ----------- | ------------ | ------------ | ---------- | ---------- | ----------- | ----------- | ------------- | ------------- | ------------- | ------- |
| Michal Novotný | Cross       | 1:22,92      | 28.          | –          | 2.         | –           | 4.          | Nie awansował | Nie awansował | Nie awansował | 13.     |

Kobiety
| Petra Elsterová | Slalom gigant równoległy | 1:24,81 | 23. | Nie awansowała | Nie awansowała | Nie awansowała | Nie awansowała | 23. |